# Малодетскосельский проспект
Ма́лодетскосе́льский проспект — проспект в Адмиралтейском районе Санкт-Петербурга. Проходит от Рузовской улицы до Московского проспекта.

## История названия
Первоначальное название Малый проспект известно с 1797 года. Параллельно существовало название Семёновская улица. 9 декабря 1857 года присвоено наименование Малый Царскосельский проспект, в отличие от Большого Царскосельского проспекта (теперь Московский проспект), в который он упирался.
7 ноября 1918 года дано название Детскосельский проспект (в связи с переименованием Царского Села в Детское Село). В 1957 году переименовывается в Малодетскосельский проспект, по аналогии с одним из старых вариантов названия.

## История
Возник в конце XVIII века, как один из проспектов слободы Семёновского полка.

## Достопримечательности
- сад «Олимпия»  7802681000;
- дом № 4 — в этом здании бывал В. И. Ленин.  исторический памятник (региональный);
- дом № 25 (Батайский переулок, 12) — дом Т. Д. Боборыкиной (Доходный дом Нилаевых), 1902—1904 гг., техн. Д. Г. Фомичев[2].  7832023000